# The Book of Dust
The Book of Dust (O Livro das Sombras) é uma série literária de fantasia e ficção científica escrita pelo autor britânico Philip Pullman e que compreende a trilogia formada pelos livros La Belle Sauvage (2017) e The Secret Commonwealth (2019).